# Каджано де Ацеведо, Антонио Мария
Антонио Мария Каджано де Ацеведо (итал. Antonio Maria Cagiano de Azevedo; 14 декабря 1797, Сантопадре, Папская область — 13 января 1867, Рим, Папская область) — итальянский куриальный кардинал, доктор обоих прав. Дядя кардинала Оттавио Каджано де Ацеведо. Генеральный аудитор Апостольской Палаты с 28 января 1843 по 22 января 1844. Епископ-архиепископ Сенигаллии с 22 января 1844 по 18 июля 1848. Префект Священной Конгрегации Тридентского Собора с 27 июня 1853 по 26 сентября 1860. Камерленго Священной Коллегии кардиналов с 23 марта 1855 по 1856. Великий пенитенциарий с 28 сентября 1860 по 13 января 1867. Кардинал-священник с 22 января 1844, с титулом церкви Санта-Кроче-ин-Джерусалемме с 25 января 1844 по 23 июня 1854. Кардинал-епископ Фраскати с 23 июня 1854.